# Cross-play
Il cross-play o cross-network play è una funzione che può essere presente nei videogiochi multipiattaforma e che permette di giocare in multigiocatore online anche se i vari giocatori utilizzano piattaforme diverse (modelli di console o computer diversi), cosa che normalmente non è garantita. In alcuni casi il cross-play viene limitato a gruppi di piattaforme, soprattutto se di generazioni differenti.

## Descrizione
Il cross-play è una caratteristica che permette il giocare tra piattaforme differenti (il cui nome esteso è cross-platform play), questa possibilità di gioco può essere eseguita in vari modi, come soluzioni cablate o senza fili, con connessioni dirette tra le macchine oppure tramite router o in alternativa tramite un network internet (in quest'ultimo caso prende il nome di cross-network play).
Con la disponibilità di Internet, i giochi hanno incluso componenti multiplayer online, consentendo a due o più utenti di giocare contemporaneamente su diversi sistemi di computer. I giochi usciti per una piattaforma possono essere in grado di sfruttare le librerie di rete specifiche della piattaforma per ottenere questo risultato, ad esempio il livello Winsock per Microsoft Windows. Questi giochi non potrebbero essere giocati multipiattaforma con altre versioni uscite su altri sistemi. Invece, la maggior parte dei giochi con componenti online e sviluppati per più piattaforme utilizzano generalmente funzioni standard di tipo TCP/IP per la comunicazione tra i client dei giocatori, o tra un client e un server di gioco, annullando le incompatibilità hardware intrinseche tra le piattaforme fisiche.
Fornire un gioco multipiattaforma con funzionalità cross-play è visto come un mezzo per mantenere ampia la base di giocatori online di un gioco, anche diversi mesi dopo la sua uscita sul mercato, permettendo così anche una più omogenea fruibilità del titolo tra le varie piattaforme, soprattutto per gli utenti presenti su dispositivi poco diffusi.

## Difficoltà
Ci sono alcune limitazioni pratiche per il gioco cross-network play.
Nei giochi in cui il computer o la console del giocatore funge da server, le capacità hardware possono porre limiti al numero di giocatori che quel server può ospitare, impedendo così il gioco cross-play.
L'hardware funge potenzialmente da problema nel considerare quanto il giocatore può personalizzare il gioco su un computer per funzionare a un framerate elevato, mentre le versioni console sono fisse per funzionare con l'esperienza ottimale sulla configurazione hardware impostata.
La limitazione più comune per supportare il gioco multipiattaforma dalla posizione di uno sviluppatore è la differenza negli schemi di controllo tra console e computer, dove i computer con i controlli da tastiera e da mouse sono generalmente considerati avere un vantaggio significativo nei giochi che richiedono la mira, come gli sparatutto in prima persona, rispetto ai controller analogici per console, motivo per cui i giochi per console vengono successivamente sviluppati con funzionalità come la mira assistita (disabilitabile) per compensare la mancanza di controlli di precisione.
Nel 2010 Rahul Sood, presidente di Voodoo PC, ha affermato che Microsoft aveva interrotto il gioco multipiattaforma tra Xbox 360 e giocatori di computer per un gioco imminente sostenendo che anche i giocatori di console esperti "venivano distrutti ogni volta" nelle partite contro giocatori di computer di abilità mediocre a causa della differenza tra controller e quindi sarebbe stato visto come un imbarazzo per Xbox 360.
Kevin Unangst, Direttore Senior di Computer and Mobile Gaming di Microsoft, ha ribattuto questo punto, affermando che i test interni di Microsoft hanno rilevato che gran parte dei problemi relativi alla differenza dello schema di controllo può essere mitigato attraverso il design e l'equilibrio di un gioco.
Blizzard Entertainment ha implementato il gioco multipiattaforma nel suo gioco Overwatch per tutte le console supportate e sui personal computer, ma a causa del vantaggio che i giocatori con tastiera e mouse hanno sui controller, che influiscono notevolmente sulle prestazioni nel gioco frenetico, hanno mantenuto separati la modalità di gioco competitiva nei giocatori di console e computer.
Cliff Bleszinski credeva che il gioco multipiattaforma per il suo gioco LawBreakers fosse un "sogno irrealizzabile", poiché prevedeva che posizionando strumenti come la mira assistita per aiutare i giocatori di console ad abbinare i giocatori di computer, questi ultimi avrebbero reagito negativamente.
L'introduzione della settima generazione delle console con la loro predisposizione per Internet, vennero introdotti servizi online proprietari, le quali vanno a limitare le possibilità di cross-play, se non tra la singola marca di console con il personal computer, a causa dei diversi protocolli usati da ciascun servizio, ma in particolar modo le questioni legate alla politica e al business

Alex Perry dell'azienda Mic ha notato che la mancanza del cross-play può portare un giocatore a provare a spingere e influenzare i propri amici sulla stessa console in modo che possano giocare insieme, aumentando le vendite per quel produttore di console.

## Storia
In generale, il gioco tra personal computer di diversi sistemi operativi è prontamente abilitato usando protocolli di comunicazione standard e richiede solo che il gioco sia trasferito in modo appropriato su questi altri sistemi; la piattaforma informatica è considerata molto aperta per questo motivo. Sebbene i servizi online digitali che operano sul computer siano diventati popolari dal 2010 circa, questi sistemi in genere rimangono aperti, fornendo allo sviluppatore strumenti per sfruttare il gioco cross-play. Ad esempio, il servizio di giochi online di Valve, Steam, è stato inizialmente creato per computer Windows, ma nel 2010 è stato esteso ai sistemi OS X e nel 2013 a Linux (incluso SteamOS personalizzato di Valve). L'API Steamworks offerta agli sviluppatori attraverso il servizio consente di utilizzare il cross-network play su questi diversi sistemi operativi sfruttando al contempo le funzionalità di amici, comunicazione e matchmaking offerte da Steam. Con l'introduzione dell'Epic Games Store, Epic Games ha pubblicato il proprio set di strumenti di back-end per supportare il networking per i giochi usciti nello store. Sebbene inizialmente i giochi su Epic Games e Steam non fossero compatibili, Epic ha sviluppato un'API gratuita per supportare il cross-play per i giochi pubblicati su entrambe le vetrine nel giugno 2022, con l'intenzione di espanderla per i giochi per dispositivi mobili e console.
Nel maggio 2020, Epic Games ha pubblicato un SDK gratuito, i suoi Epic Online Services, che consentono agli sviluppatori di sfruttare il suo lavoro precedente sul cross-network play per supportare matchmaking, elenco di amici, obiettivi e altre funzionalità nei loro giochi, supportando i personal computer, PlayStation 4, Xbox One, Nintendo Switch, sistemi iOS e Android.

### Console

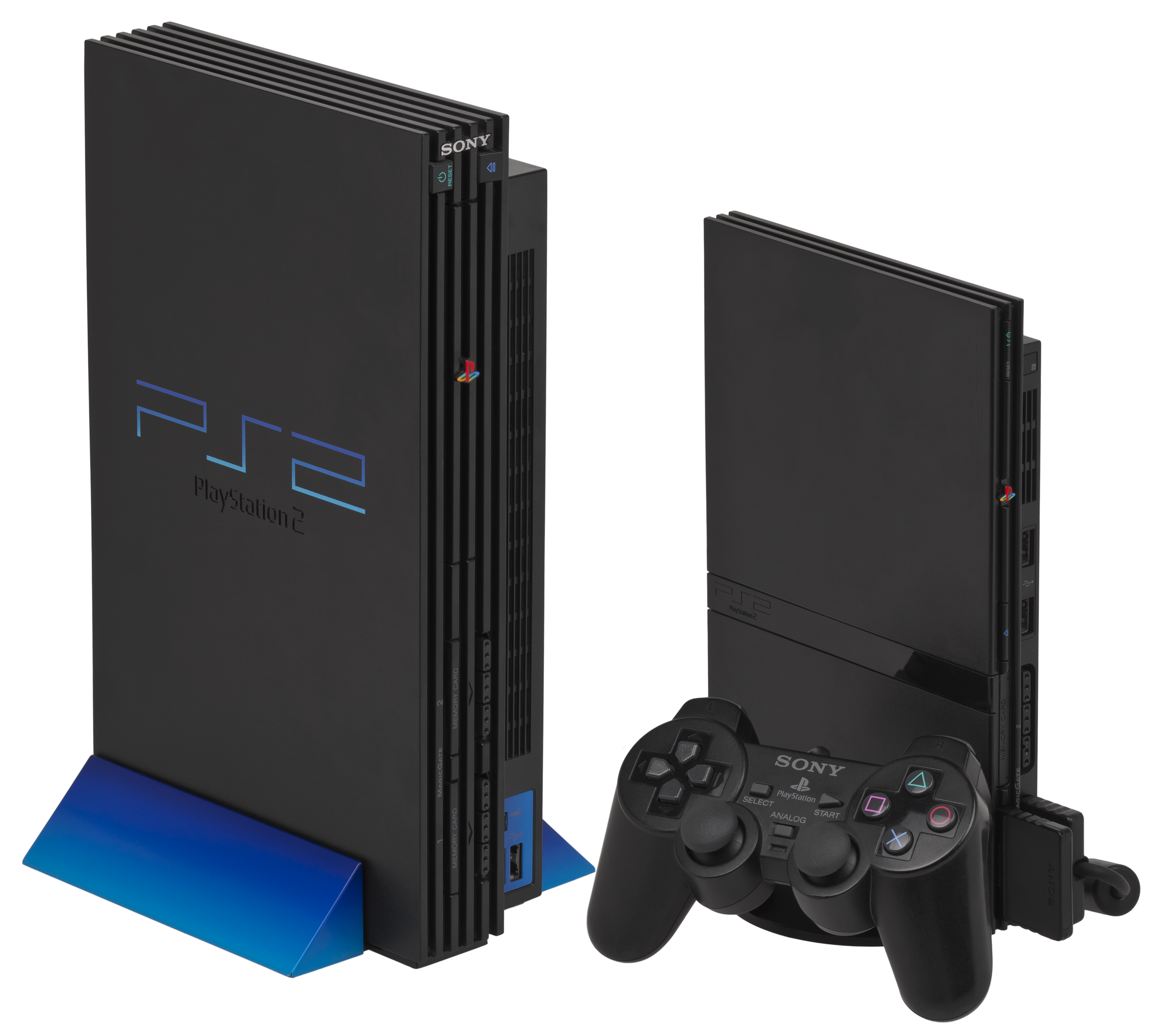
Due iterazioni della console PlayStation 2

Prima del 2006, le console hardware in genere mancavano di connessioni Internet integrate, spesso richiedendo hardware speciale per potersi connettere a Internet. Ciò ha consentito di distribuire alcuni dei giochi multipiattaforma con la funzione cross-play.
I primi tentativi di cross-play includono il Sega Dreamcast del 1998 che includeva un modem integrato; Microsoft ha collaborato con Sega per fornire una versione di Windows CE agli sviluppatori per creare giochi multipiattaforma tra Dreamcast e utenti Windows per giochi come 4x4 Evo, Maximum Pool, Quake 3 Arena e Phantasy Star Online, grazie anche alla possibilità di utilizzare tastiera e mouse. Sony lanciò la PlayStation 2 nel 2000, che dispongono del supporto per il gioco online tramite un modem esterno ed il 13 settembre 2001, Capcom vs. SNK 2 è stato pubblicato per Dreamcast e PlayStation 2 in Giappone e tale versione del gioco consente ai giocatori di entrambe le piattaforme di competere l'uno contro l'altro online tramite il servizio Multi-Matching di KDDI, rendendolo il primo titolo di gioco a consentire il cross-play tra console di gioco di produttori concorrenti. Square Enix avrebbe introdotto il gioco online cross-play tra gli utenti PlayStation 2 e Windows per Final Fantasy XI nel 2002.
L'introduzione di console di gioco predisposte per Internet, come PlayStation 3 di Sony e Xbox di Microsoft, ha portato servizi online che aiutano a gestire in modo sicuro le credenziali del giocatore, gli acquisti nel negozio digitale, le liste di amici, la messaggistica e altre funzionalità social e il matchmaking online per i giochi multiplayer. Sebbene forniscano vantaggi al giocatore, questi servizi online aiutano anche la società di gestione a mantenere un'esperienza coerente e attraente per i suoi utenti, assicurando che giochi, aggiornamenti e altri contenuti soddisfino sia la qualità desiderabile che le restrizioni sui contenuti in modo da attirare nuovi giocatori su queste console. Storicamente, il gioco cross-network play con le console è stato molto limitato a causa di questi servizi e la possibilità di avere giochi per console con il gioco cross play è considerata un "Santo Graal" nel settore dei videogiochi.
Una sfida tecnica che deve affrontare il gioco cross-network play basato su console è la comunicazione di rete tra le piattaforme, gestendo i diversi protocolli usati da ciascun servizio. Tuttavia, i limiti tecnici possono essere superati, con almeno tre sviluppatori che affermano che potrebbero abilitare il gioco cross-network play entro un giorno una volta concesso il permesso di farlo. Un "problema di configurazione" ha consentito brevemente ai giocatori di computer, PlayStation 4 e Xbox One di giocare insieme nel gioco cooperativo online Fortnite a metà settembre 2017. Questa non era una caratteristica prevista del gioco, come citato dalle attuali specifiche del gioco. Mentre Epic Game ha corretto la configurazione e dichiarato che si trattava di un errore, le situazioni hanno dimostrato che è possibile soddisfare gli ostacoli tecnici al gioco cross-network play. Più tardi, a marzo 2018, Epic ha annunciato l'intenzione di prendere il titolo spin-off, Fortnite Battle Royale Windows, PlayStation 4, Xbox One e dispositivi mobili, con il gioco cross play abilitato tra computer, PlayStation 4 e dispositivi mobili e computer, Xbox One, Nintendo Switch e mobile.
Una volta superate queste sfide tecniche, il principale fattore limitante per il gioco cross-network play sono stati i termini di servizio e la politica di uso accettabile che sviluppatori e giocatori devono rispettare quando usano i servizi online delle console. Shuhei Yoshida di Sony, nel discutere la possibilità di cross-play tra le piattaforme PlayStation e Xbox, ha osservato che "l'aspetto tecnico potrebbe essere il più semplice" da superare rispetto alle questioni legate alla politica e al business. Alcuni servizi online hanno restrizioni sui contenuti relativi all'età che impediscono a determinati giochi di utilizzare il cross-play o disabilitano determinate funzionalità per consentirlo; Dave Hagewood, uno sviluppatore di Rocket League, ha notato che ha dovuto lanciare il proprio gioco, che supporta il gioco cross play tra Windows e le versioni PlayStation 4, senza la possibilità per i giocatori di comunicare tra i sistemi a causa delle normative sui contenuti che Sony ha adottato; è stato in grado in grado di applicare successivamente i filtri per consentire queste comunicazioni sotto il servizio di Sony. Valve ha dovuto abbandonare PlayStation 3 e il cross-play con il computer del suo Counter-Strike: Global Offensive del 2012 appena prima del lancio poiché volevano la possibilità di patchare il gioco su base frequente, cosa che sarebbe stata limitata dal processo di certificazione di Sony su il sistema PlayStation; allo stesso modo avevano cercato di portare Steamworks su Xbox 360 per questo gioco, ma hanno anche riscontrato che le politiche di certificazione di Microsoft erano troppo restrittive per aggiornamenti frequenti.

#### Microsoft

Il logo di Microsoft

Microsoft ha esplorato il cross-play tra le loro console Xbox e i giocatori su macchine Windows utilizzano i servizi di sua competenza. Microsoft ha sviluppato l'interfaccia Games for Windows - Live in parte per funzionare con i servizi Xbox Live in modo che potesse essere pubblicati titoli con il cross-play, con il primo titolo di questo tipo uscito Shadowrun (2007). Microsoft ha compiuto ulteriori sforzi con le funzionalità di cross-play attraverso l'introduzione di Xbox One e del sistema operativo Windows 10 per personal computer. Annunciato durante la conferenza degli sviluppatori di giochi di marzo 2015, Windows 10 integra direttamente i servizi Xbox Live e include la tecnologia per supportare la funzionalità Cross-Play che consente, tra le altre funzionalità, la possibilità per gli utenti su console Xbox One e Windows 10 di giocare insieme. Microsoft ha annunciato giochi che supporteranno il cross-network play, inclusi Gigantic e Fable Legends. Le questioni relative ai diversi schemi di controllo rimangono un fattore limitante; Shannon Loftis, responsabile della pubblicazione di Microsoft, ha affermato che alcuni giochi, come quelli di corse, non si traducono facilmente in titoli cross-network play a causa delle differenze nel sistema di controllo. Uno di questi titoli è Killer Instinct, originariamente pubblicato per Xbox One nel 2013 e con una versione di Windows 10 licenziata nel 2016 che supporta il cross-play. All'Electronic Entertainment Expo 2016, Microsoft ha annunciato il programma Xbox Play Anywhere per i prossimi giochi che consente agli utenti di acquistare il titolo per Xbox One o Windows 10 e di poterlo giocare sull'altra piattaforma senza dover riacquistare il titolo per quel sistema. Ciò migliora ulteriormente l'integrazione dei servizi Xbox Live su Windows 10, consentendo a più titoli di supportare il cross-play. I titoli iniziali usciti nell'ambito di questo programma includono Gears of War 4 e Forza Horizon 3.
Nel marzo 2016, Microsoft ha annunciato una nuova iniziativa per aprire Xbox One al cross-network play per gli utenti Windows senza l'uso dei servizi Xbox Live. Il primo gioco nell'ambito di questa iniziativa è stato Rocket League, che ha consentito agli utenti che utilizzano la versione abilitata per Steam di giocare con quelli su Xbox Live, a partire da maggio 2016, Microsoft ha esteso questo invito a qualsiasi altro servizio online, inclusi Steam e Nintendo Switch, con il vicepresidente della divisione Xbox di Microsoft Mike Ybarra che afferma: "Si tratta più di scegliere il giocatore, più di far durare più a lungo un IP sulla nostra piattaforma. Non mi interessa dove giocano, voglio solo che le persone si divertano a giocare perché è solo meglio per il settore".
Separatamente, Microsoft consente il gioco cross-network play tra Xbox 360 e Xbox One per i giochi Xbox 360 che supportavano il gioco online che erano stati realizzati per essere compatibili con le versioni precedenti su Xbox One.

#### Nintendo

Il logo di Nintendo

Le console Nintendo generalmente non hanno supportato al cross-network play in quanto erano considerate una piattaforma "chiusa", sebbene alcuni giochi Nintendo includessero il gioco incrociato tra le proprie console, ad esempio Final Fantasy Crystal Chronicles: Echoes of Time su Wii e DS, Dragon Quest X per Wii, Wii U, Windows, Android, iOS e 3DS, Pure Chess su Wii U e 3DS, Monster Hunter 3 Ultimate e Monster Hunter Generations Ultimate, che presentano rispettivamente il multiplayer cross-play tra 3DS/Wii U e 3DS/ Switch. Super Smash Bros. per Nintendo 3DS e Wii U è stato un esempio di funzionalità particolarmente di alto profilo simile al cross-play tra le versioni 3DS e Wii U. Sebbene la stessa istanza di gioco completa non sia stata eseguita esplicitamente in tandem su entrambi i sistemi contemporaneamente a causa dei diversi elenchi di fasi delle due versioni, i possessori della versione 3DS potevano utilizzare la loro console Nintendo 3DS come controller e visualizzazione del punteggio ausiliario per le partite sulla versione Wii U e i giocatori potevano usare l'equipaggiamento acquisito e gli equipaggiamenti salvati da una versione all'altra. Nintendo ha poi cercato di ottenere il favore degli sviluppatori indipendenti e, come parte di questo, ha consentito ad alcuni titoli di includere il supporto per il cross-play, con i primi Pure Chess e Knytt Underground nel 2013, che supportano il cross-play tra i Wii U, Nintendo 3DS e sistemi mobili.
Con la console Nintendo Switch uscita a marzo 2017, Nintendo ha adottato un percorso più aperto per gli sviluppatori che utilizzano set di strumenti e motori di gioco esistenti, rendendo più facile per loro supportare il cross-play. Durante l'Electronic Entertainment Expo 2017 nel giugno dello stesso anno, Nintendo ha annunciato che avrebbe supportato il gioco cross-network play tra le versioni PC e Xbox One di Rocket League e Minecraft su Switch. Secondo Charlie Scibetta, direttore delle comunicazioni aziendali di Nintendo of America, la società sta "cercando di essere più flessibile e di coinvolgere più persone" consentendo il cross-network play, in particolare nei casi in cui lo sviluppatore vuole perseguire tale obiettivo.

#### Sony

Il logo di Sony

Nell'aprile 2011 Valve ha collaborato con Sony per creare una versione di Steam per funzionare su PlayStation 3 che consentisse il cross-network play per i suoi giochi, incluso Portal 2, con utenti di computer. Con l'introduzione di PlayStation 4, Sony ha fornito funzionalità che hanno consentito il cross-network play tra PlayStation 3 e PlayStation Vita, con il primo titolo a supportarlo Helldivers. Nel 2013 l'MMORPG basato su abbonamento a pagamento Final Fantasy XIV A Realm Reborn è stato pubblicato per PlayStation 3, PC, MAC e Steam. Con tutti i giocatori che possono giocare insieme su qualsiasi server dalla piattaforma di loro scelta. Successivamente anche PlayStation 4 ha adottato questo formato per FFXIV ARR che ha portato a oltre 16 milioni di download, 3 espansioni e una base di giocatori attivi che ha superato l'abbonamento MMORPG solo per PC World of Warcraft con il rilascio della terza espansione di FFXIV ARR per PC e PS4 "Shadowbringers" il 2 luglio 2019. Questo successo a lungo termine ha mostrato a Sony il vero potere dei giochi cross-network play.
Sebbene Sony abbia continuato a offrire il cross-network play tra PlayStation 4 e sistemi informatici, la società inizialmente era riluttante a consentire il gioco incrociato con altre marche di console per i primi cinque anni di disponibilità della PS4. Seguendo il piano di Microsoft per Rocket League, la società ha invitato anche altre reti online a partecipare. Sony ha risposto dicendo che è aperta ad avere discussioni per il cross-network play alla luce di questo invito. Yoshida ha notato che mentre il collegamento delle reti PlayStation al computer è semplice data l'apertura della piattaforma del computer, la connessione alla piattaforma Xbox richiede loro di pensare alla natura del collegamento di due sistemi chiusi. Yoshida ha ritenuto che la sfida principale sarebbe stata legata alla politica e al business piuttosto che a qualsiasi sfida tecnica, ma è aperto a elaborare il cross-network play. Almeno tre sviluppatori, Psyonix (Rocket League), CD Projekt (Gwent: The Witcher Card Game) e Studio Wildcard (Ark: Survival Evolved) hanno dichiarato di aver soddisfatto tutti i requisiti tecnici per consentire il cross-network play tra Xbox One e PlayStation 4 e di essere in grado di attivarli entro poche ore dalla ricezione dell'autorizzazione formale da parte di Sony. Todd Howard dei Bethesda Game Studios ha affermato che mentre volevano avere un cross-network play per il loro prossimo titolo online, Fallout 76, non hanno potuto offrirlo perché "Sony non è così utile come tutti vorrebbero". Inoltre, Bethesda ha dichiarato che prevede di pubblicare il gioco di carte The Elder Scrolls: Legends solo per piattaforme console che supportano completamente il cross-network play con computer e dispositivi mobili.
Ulteriori preoccupazioni sulla riluttanza di Sony a partecipare con altre console sono arrivate dopo gli annunci dell'E3 2017 riguardanti il cross-network play con Rocket League e Minecraft. Jim Ryan, capo del marketing globale di PlayStation, ha affermato che, sebbene siano "aperti a conversazioni con qualsiasi sviluppatore o editore che voglia parlarne", la loro decisione di non partecipare a questi giochi è stata "una discussione commerciale tra noi e le altre parti interessate". Ryan ha affermato che Sony doveva "essere consapevole della nostra responsabilità nei confronti della nostra base di installazione", considerare il numero di giocatori più giovani che usano i loro servizi e l'incapacità di controllare i contenuti che potrebbero provenire da altre piattaforme che non hanno restrizioni sui contenuti stessi. Microsoft ha affermato di aver discusso con Sony per aiutarli a rendere i loro giochi compatibili con il cross-network play, sebbene non sia d'accordo con le preoccupazioni sulla sicurezza di Sony poiché Microsoft afferma di aver adottato misure simili a quelle di Sony per garantire che funzionalità come il forte parental control fossero presenti sulla sua Xbox Servizio dal vivo. Phil Spencer di Microsoft ha dichiarato in un'intervista dell'ottobre 2017 che Microsoft e Sony hanno discusso frequentemente per consentire il cross-network play, ma Sony rimane molto cauta; non l'ha considerata una "causa persa", ma ha affermato di Sony: "Penso che alcune delle ragioni fondamentali e alcuni scenari non stiano davvero scomparendo".
I documenti svelati nel caso Epic Games v. Apple nel 2021 hanno rivelato che Epic Games si era avvicinata a Sony nei mesi precedenti l'E3 2018 per incoraggiarla a supportare il cross-network play per Fortnite Battle Royale, con Epic che proponeva una soluzione vantaggiosa per entrambe le società quando l'hanno annunciata all'E3; Epic guadagnava la base di giocatori su PlayStation e Sony aveva potenzialmente uno dei più grandi successi di gioco sulla sua piattaforma. Sony lo aveva rifiutato in quanto hanno affermato in risposta a Epic, "molte aziende stanno esplorando questa idea e nessuna può spiegare come il gioco cross-console migliori il business di PlayStation".
Con l'uscita di Fortnite Battle Royale su Nintendo Switch durante l'E3 2018, l'approccio di Sony al cross-network play ha suscitato ulteriori critiche. Il gioco supporta il cross-network play su personal computer, Xbox One e dispositivi mobili, con i giocatori normalmente in grado di usare un singolo account Epic Games, che può essere collegato a un account specifico della piattaforma per salvare ad esempio progressi e punti fatti con un determinato gioco; anche la versione per Nintendo Switch funziona allo stesso modo. Tuttavia, i giocatori hanno scoperto che se il loro account Epic Games era collegato a una rete con account PlayStation, non potevano usare quel profilo su Switch o altre versioni del gioco, richiedendo loro di creare un nuovo account Epic o scollegando il proprio account PlayStation Network dal proprio account Epic che azzera completamente i progressi del giocatore. Anche la versione PlayStation 4 è rimasta limitata nel consentire ai suoi giocatori di giocare su più piattaforme solo con personal computer e dispositivi mobili e non con le versioni Switch o Xbox One. Nintendo ha affermato che questa è stata una decisione presa da Sony, poiché in caso contrario dovrebbe essere aperta a tutte le forme di cross-network play. Molti giocatori e persino giornalisti di videogiochi hanno accusato Sony di imporre le restrizioni per impedire ai giocatori di PlayStation 4 di giocare su altre piattaforme. Sony ha dichiarato in risposta di essere ancora aperta a ciò che i giocatori desideravano e che "Con... più di 80 milioni di utenti attivi mensili su PlayStation Network, abbiamo creato una vasta comunità di giocatori che possono giocare insieme su Fortnite e tutti i titoli online". I giornalisti hanno preso la reazione di Sony come un messaggio secondo cui fornire il cross-network play su altre console sarebbe una minaccia al dominio del mercato di PlayStation 4, che, a giugno 2018, aveva il maggior numero di utenti rispetto a Xbox Uno o Nintendo Switch. John Smedley, ex presidente di Sony Online Entertainment (poi Daybreak Game Company), ha affermato che durante il suo periodo con Sony, il motivo addotto dai dirigenti per aver rifiutato il supporto per il cross-network play era semplicemente un motivo finanziario, affermando che "non gli piaceva che qualcuno comprasse qualcosa su una Xbox e fosse usato su una Playstation". Le azioni di Sony sono diminuite di circa il 2% nei giorni successivi a questo evento, in gran parte a causa dell'indignazione della vasta base di giocatori di Fortnite.
Alla fine di giugno 2018, Shawn Layden di Sony ha dichiarato a Eurogamer che la società stava valutando la propria posizione sul cross-network play a seguito dei problemi di Fortnite. Layden ha detto: "Lo stiamo ascoltando. Stiamo esaminando molte possibilità. Potete immaginare che le circostanze che lo circondano influiscano molto di più di un solo gioco. Sono fiducioso che arriveremo a una soluzione che sarà compresa e accettata dalla nostra comunità di gioco, supportando allo stesso tempo il nostro business." Yoshida ha ribadito che la loro decisione di non consentire il cross-play è di mantenere la qualità dell'esperienza utente PlayStation, affermando "Su cross-play, il nostro modo di pensare è sempre che PlayStation è il posto migliore per giocare. "Fortnite", credo, accompagnato con PlayStation 4 sia la migliore esperienza per gli utenti, questa è la nostra convinzione."
Pochi mesi dopo, il 26 settembre 2018, Sony ha annunciato che avrebbe consentito il cross-network play su PlayStation 4 "per contenuti di terze parti selezionati", a partire da Fortnite quel giorno. Sony ha affermato che la decisione di consentire il cross-network play è stata "un importante cambiamento politico" e che il loro obiettivo "rimane quello di assumere una posizione più aperta con un supporto al cross-network play con la nostra missione di offrire la migliore esperienza del consumatore". Layden, parlando in un podcast dopo l'annuncio di questa modifica, sapeva che il cross-play era molto richiesto dai giocatori di PlayStation 4, ma lo ha descritto come un "tipo di attributo o caratteristica molto multidimensionale" che richiedeva a Sony come implementarlo da un punto di vista tecnico, aziendale e del servizio clienti. Layden ha dichiarato che ci è voluto più tempo per arrivare a questo punto di quanto avrebbe voluto per soddisfare questi requisiti. Tuttavia, come rivelato nel processo di Epic con Apple, Sony ha comunque richiesto a Epic di pagare commissioni aggiuntive per questa funzione per Fortnite in modo da "compensare la riduzione delle entrate" che Sony riteneva si sarebbe verificata con il cross-play.
Con il successo ottenuto nel raggiungimento del supporto per il cross-play attraverso tutte e sette le principali piattaforme (Windows, macOS, iOS, Android, PlayStation, Xbox e Nintendo Switch), Epic ha offerto gratuitamente i suoi strumenti di supporto allo sviluppo cross-play. Presto seguì Rocket League, con un'opzione di gioco beta cross-network play aggiunta a tutte le versioni a gennaio 2019. Dauntless è stato pubblicato in una forma di accesso anticipato a maggio 2019 per PlayStation 4 e Xbox One, unendosi alla versione Windows esistente ed è il primo gioco ad essere lanciato con supporto per il cross-network play su Windows, Xbox One e PlayStation 4.
Secondo Jim Ryan, CEO di Sony Interactive Entertainment in un'intervista con Wired, Sony è uscita dalla sua fase beta per il cross-network play e l'ha aperta a qualsiasi sviluppatore che possa supportarla a partire da ottobre 2019. In un'intervista del 2021 con Axios, Ryan ha affermato che per Sony "sosteniamo e incoraggiamo il cross-play".

### Dispositivi mobili

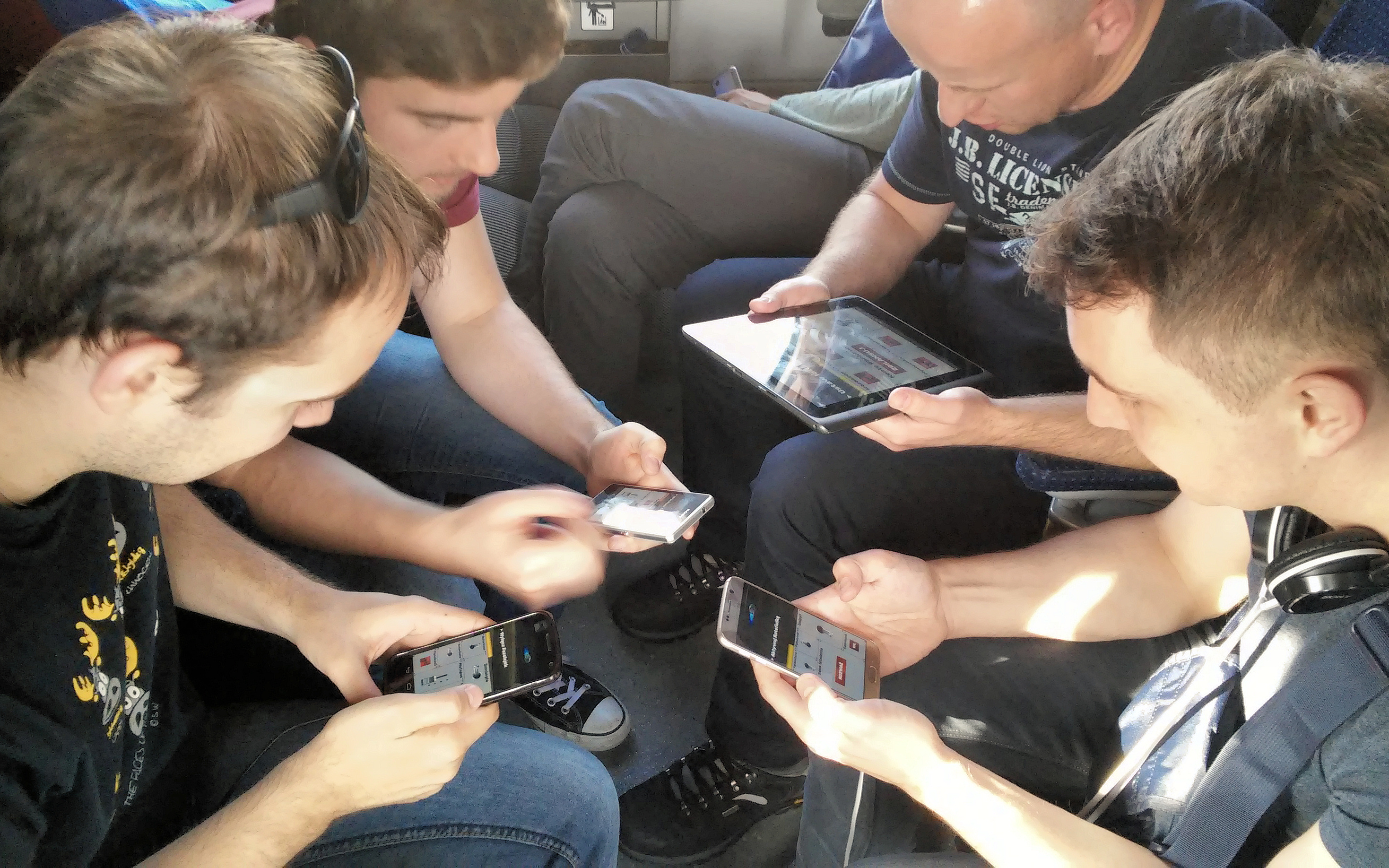
Dispositivi mobili multiplayer di Spaceteam usati da alcuni giocatori (2015)

Esistono giochi per dispositivi mobili che presentano il cross-network play sincrono, in genere usando servizi centralizzati per normalizzare le scelte della piattaforma. Un esempio comune è Hearthstone che consente ai giocatori di dispositivi mobili di sfidare i giocatori su qualsiasi altra piattaforma su cui è stato pubblicato il gioco, inclusi i computer. Microsoft ha introdotto Realms lato server nel giugno 2016 per consentire ai giocatori di Minecraft su dispositivi Windows, iOS e Android di giocare insieme, con Xbox One che sarà inclusa nel 2017 e, infine, supporto per hardware di realtà virtuale. L'edizione "Bedrock" di Minecraft unifica il gioco nelle versioni di Windows 10, mobile, Xbox One e Nintendo Switch, con il gioco multipiattaforma PlayStation 4 aggiunto a dicembre 2019, mentre le versioni mobili di Fortnite Battle Royale sono state realizzate con il gioco multipiattaforma con computer e console.
Epic Online Services SDK consente agli sviluppatori di integrare facilmente il cross-network play nei client mobili usando la consolidata tecnologia di back-end di Epic.

### Altro hardware
CCP Games ha annunciato di voler abilitare il gioco multipiattaforma per il suo titolo di realtà virtuale (VR), Eve: Valkyrie, tra i tre principali sistemi VR: Oculus Rift, HTC Vive e PlayStation VR.